# Troponje
Troponje (en serbe cyrillique : Тропоње) est un village de Serbie situé dans la municipalité de Svilajnac, district de Pomoravlje. Au recensement de 2011, il comptait 755 habitants.

## Démographie

### Évolution historique de la population
| 1948  | 1953  | 1961  | 1971  | 1981  | 1991  | 2002 | 2011 |
| ----- | ----- | ----- | ----- | ----- | ----- | ---- | ---- |
| 1 600 | 1 647 | 1 635 | 1 545 | 1 540 | 1 371 | 901  | 755  |

|  |